# 폴 세레노

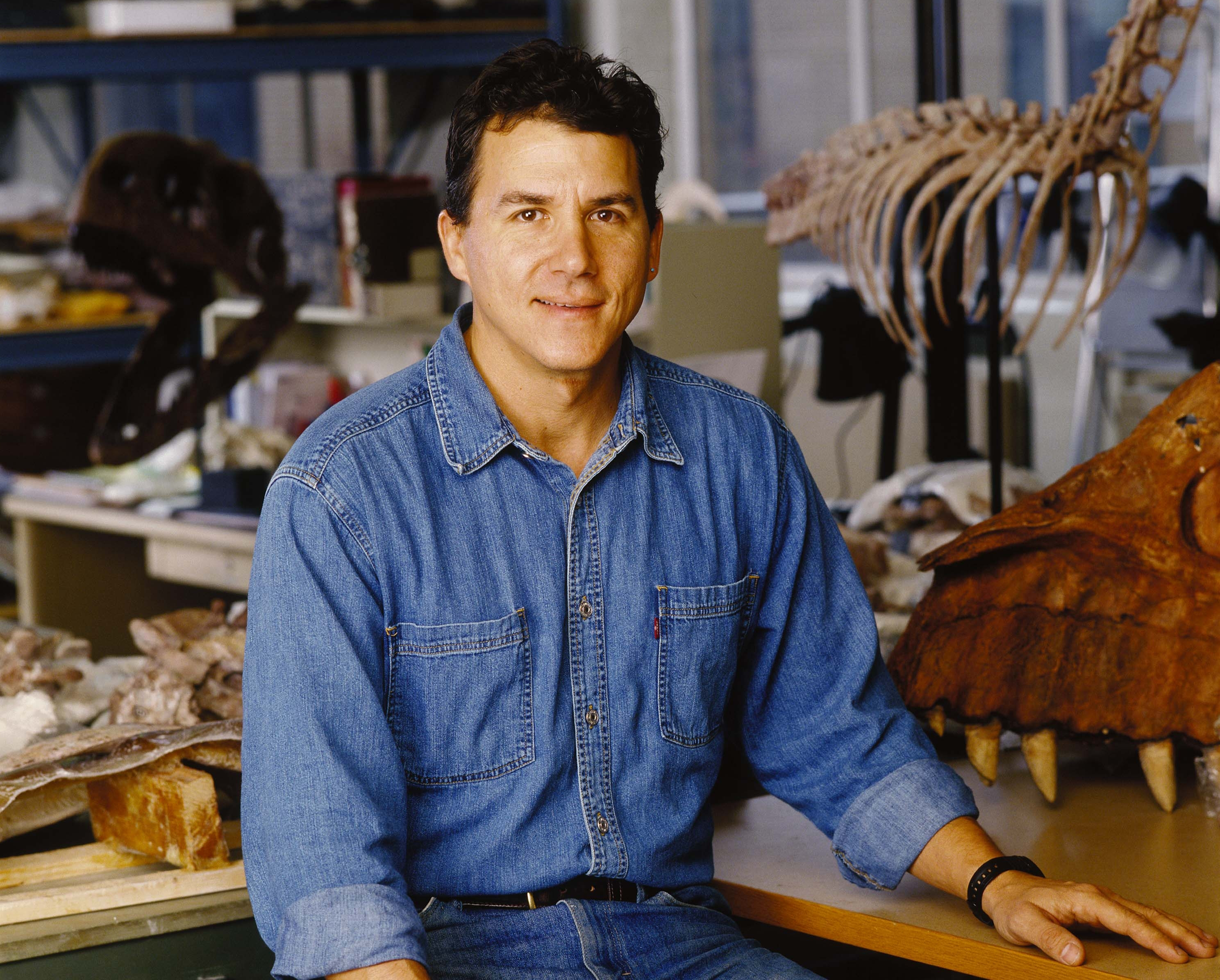
폴 세레노

폴 세레노(Paul C. Sereno, 1957년 10월 11일~ )는 미국의 고생물학자이자 시카고 대학의 교수이다.
그는 아프리카와 남아메리카에서 많은 고생물 화석들을 발견했는데 잘 알려진 것으로 니제르 테네라 사막 탐사에서 발견된 사르코수쿠스 임페라토르의 화석과 사하라 사막에서 발견된 루곱스 프리무스 화석이 있다.